# Marek Lechki
Marek Lechki (ur. 9 lipca 1975 w Brzegu Dolnym) – polski reżyser, scenarzysta, producent filmowy, muzyk i kompozytor.

## Życiorys
Od urodzenia związany z Wołowem. Ukończył tamtejsze Liceum Ogólnokształcące im. Mikołaja Kopernika. Po maturze, przez dwa lata uczył się we wrocławskim studium kształcenia animatorów kultury i bibliotekarzy, na specjalności filmowej. W trakcie nauki nakręcił kilka etiud i drobnych form dokumentalnych, które zostały nagrodzone na festiwalach kina nieprofesjonalnego. W 1997 r. został studentem Uniwersytetu Śląskiego na Wydziale Radia i Telewizji w Katowicach. W czasie studiów tworzył kolejne małe formy fabularne i dokumentalne, m.in. Piotrek i Astronom.

## Twórczość
Jako reżyser, scenarzysta, kompozytor i montażysta debiutował w lutym 2002 r. 21-minutową etiudą pt. Astronom, która powstała jeszcze w okresie studiów, opowiadającą o małym chłopcu wychowywanym samotnie przez ojca, którego matka zmarła przy porodzie, a także o emocjach rodzących się z potrzeby jej obecności. W filmie zagrali: Jakub Moll, Dorota Pomykała, Andrzej Pieczyński i Jan Bugdoł. W drugiej połowie 2002 r. - na podstawie własnego scenariusza - zrealizował debiutancki film fabularny pt. Moje miasto, który powstał w ramach projektu TVP Pokolenie 2000. Zdjęcia do „Mojego miasta” rozpoczęły się w kwietniu 2002 r. i trwały 19 dni. Film miał swoją premierę we wrześniu na 27. Festiwalu Polskich Filmów Fabularnych w Gdyni. W kwietniu 2010 r. zakończył realizację debiutanckiego pełnometrażowego filmu fabularnego pt. Erratum, na podstawie własnego scenariusza. Zdjęcia kręcono w lipcu 2009 r. przez 24 dni. Jego pokaz przedpremierowy odbył się 25 maja 2010 na 35. Festiwalu Polskich Filmów Fabularnych w Gdyni.
Jest również wykonawcą i kompozytorem muzyki alternatywnej. Grał w grupach: Stephans, Kill-Off oraz Art. Obliterans.

## Filmografia

### Reżyser
- Astronom (2002)
- Moje miasto (2002)
- Erratum (2010)
- Bez tajemnic (serial TV) (2012–2013)
- Pakt (serial TV) (2015)
- Tajemnica zawodowa (serial TV) (2021)

### Scenarzysta
- Astronom (2002)
- Moje miasto (2002)
- Erratum (2010)

### Producent
- Erratum (2010)

### Kompozytor
- Astronom (2002)

## Nagrody
- 2011 – Erratum – 40. Lubuskie Lato Filmowe w Łagowie – Nagroda Polsko-Niemieckich Spotkań Młodzieży dla najlepszego filmu polskiego
- 2011 – Erratum – 9. Międzynarodowy Festiwal Filmowy TofiFest w Toruniu – Nagroda Główna „Złoty Anioł”
- 2011 – Erratum – 25. Tarnowska Nagroda Filmowa – Nagroda Grand Prix
- 2011 – Erratum – 7. Nowojorski Festiwal Filmów Polskich – nagroda za najlepszy film
- 2011 – Erratum – 29. Urugwajski Międzynarodowy Festiwal Filmowy w Montevideo – nagroda Fipresci za najlepszy film
- 2011 – Erratum – 12. Europejski Festiwal Filmowy w Lecce – nagroda specjalna Jury
- 2010 – Erratum – 51. Międzynarodowy Festiwal Filmowy w Salonikach – nagroda za scenariusz
- 2010 – Erratum – 20. Przegląd Polskich Filmów Fabularnych „Debiuty” w Koninie – nagroda publiczności
- 2010 – Erratum – 46. Chicago International Film Festival – nagroda „Gold Plaque” w kategorii „Nowi reżyserzy"
- 2010 – Erratum – 26. Warszawski Festiwal Filmowy – nagroda za reżyserię w sekcji „Konkurs 1-2"
- 2010 – Erratum – 15. Pusan International Film Festival – wyróżnienie Jury
- 2010 – Erratum – 29. Koszaliński Festiwal Debiutów Filmowych „Młodzi i Film” – nagroda dziennikarzy
- 2010 – Erratum – Festiwal Polskich Filmów Fabularnych w Gdyni – nagroda za debiut reżyserski
- 2010 – Erratum – Festiwal Polskich Filmów Fabularnych w Gdyni – nagroda dziennikarzy
- 2010 – Erratum – Festiwal Polskich Filmów Fabularnych w Gdyni – nagroda Organizatorów Festiwali i Przeglądów Filmu Polskiego za Granicą
- 2007 – Moje miasto – 26 Koszaliński Festiwal Debiutów Filmowych „Młodzi i Film” – Super Jantar za najlepszy debiut ostatniego dziesięciolecia
- 2003 – Nagroda im. Wojciecha J. Hasa
- 2003 – Moje miasto – Tarnowska Nagroda Filmowa – Brązowa Statuetka Leliwity – Nagroda Główna
- 2003 – Moje miasto – Lubuskie Lato Filmowe w Łagowie – Nagroda Jury Konkursu Filmów Telewizyjnych
- 2003 – Moje miasto – Krakowski Festiwal Filmowy – konkurs międzynarodowy – Srebrny Smok dla najlepszego filmu fabularnego
- 2003 – Moje miasto – Krakowski Festiwal Filmowy – konkurs ogólnopolski – Dyplom Honorowy za „ciepłe spojrzenie na człowieka i jego tęsknoty”
- 2002 – Moje miasto – Międzynarodowy Festiwal Debiutów Filmowych – XXI Koszalińskie Spotkania Filmowe „Młodzi i Film” w Koszalinie – nagroda Stowarzyszenia Filmowców Polskich za scenariusz filmu
- 2002 – Moje miasto – Festiwal Polskich Filmów Fabularnych w Gdyni – nagroda za scenariusz
- 2002 – Moje miasto – Festiwal Polskich Filmów Fabularnych w Gdyni – Nagroda Specjalna Jury
- 2002 – Moje miasto – Festiwal Polskich Filmów Fabularnych w Gdyni – nagroda Prezesa Zarządu Telewizji Polskiej